# Жук в муравейнике
«Жук в муравейнике» — фантастический детектив братьев Аркадия и Бориса Стругацких (1979). Предпоследняя книга из цикла про «Мир Полудня», вторая книга трилогии, рассказывающей о жизни и приключениях Максима Каммерера.

## Сюжет

### Время и место действия
Вторая книга, посвящённая Максиму Каммереру. На дворе — 2178 год. Прошло двадцать пять лет с момента событий, описанных в «Обитаемом острове», Максиму уже сорок пять, он работает в КОМКОНе-2, его непосредственным начальником является Рудольф Сикорски.

### Розыск Льва Абалкина
Каммерер получает задание: найти и взять под наблюдение прогрессора Льва Абалкина, который самовольно покинул Саракш, где работал, внедрённый в контрразведку Островной Империи. По донесению с Саракша, Абалкин бежал, будучи на грани нервного срыва, после того как погиб его друг и наблюдающий врач Тристан. По утверждению самого Абалкина, Тристан был убит контрразведкой Империи. Пытаясь спасти его тело, Абалкин вынужден был раскрыться и бежать из Островной Империи. Лев явно находится на Земле, но не зарегистрировался по прибытии.
Согласно документам, Абалкин был посмертным ребёнком (его родители совершили погружение в чёрную дыру), воспитывался в школе-интернате, обучался в школе прогрессоров, затем работал по специальности, практически не появляясь на Земле. Единственные его более-менее близкие на планете сейчас — это старый учитель школы-интерната, сверстница Майя Глумова и голован (инопланетянин-киноид) Щекн-Итрч.
Каммерер встречается с Учителем, потом, дважды — с Глумовой, сначала представившись журналистом, затем — в своём подлинном качестве. Оказывается, Майя совсем недавно видела Абалкина, разговаривала с ним. Абалкин вёл себя при встрече странно: он несколько часов выспрашивал Майю об их общей юности, заставляя вспоминать мельчайшие подробности детских игр и школьных происшествий. Встреча со Щекном, работающим в миссии голованов на Земле, даёт не менее странный результат: Щекн заявляет, что «народ голованов не предоставит убежища человеку Льву Абалкину». Каммерер связывается с Учителем, и тот сообщает, что Лев Абалкин встретился с ним. Позже Лев звонит самому Каммереру и недолго беседует о старых временах, когда они познакомились на Саракше, где Лев продолжил начатые ранее Каммерером контакты с голованами. Максим узнаёт, что Лев позвонил и Сикорскому, причём по секретному служебному номеру, который знал только Тристан.
Кроме того, Каммерер читает отчёт Абалкина об участии вместе с Щекном в операции «Мёртвый мир» на планете Надежда. Отчёт дан как «повесть в повести».
Обобщив всю найденную информацию, Максим делает вывод: со Львом Абалкиным связана тайна личности (изобретённое Стругацкими понятие юриспруденции будущего: сведения о личности, которые сохраняются в тайне, в том числе — от самой этой личности, в силу того, что их разглашение посторонним или самому человеку может нанести ему существенный моральный вред), причём сам Лев, очевидно, узнал о существовании этой тайны и пытается её раскрыть. Во всяком случае, Лев знает, что ему запрещено жить на Земле. Судя по поведению, Лев заподозрил, что его память — ложная, и пытался убедиться, что события из его воспоминаний действительно происходили.
Сикорский устраивает на Абалкина засаду в «Музее внеземных культур», где работает Майя Глумова. Но вместо Абалкина там появляется доктор Бромберг — известный специалист по запрещённым научным исследованиям и засекреченным открытиям, идейный противник любого контроля над наукой. Когда ссора между старыми знакомыми заканчивается, Максиму рассказывают подлинную историю Льва Абалкина.

### Тайна личности Льва Абалкина
Лев Абалкин — один из 13 так называемых Подкидышей — детей, выросших из эмбрионов, найденных на безымянной планете в системе ЕН 9173 в декабре 2137 года в некоем саркофаге, явно изготовленном Странниками. Комиссия, созданная для изучения саркофага и определения дальнейшей судьбы детей, не исключала, что Подкидыши могут нести в себе какую-то скрытую программу, заложенную Странниками и запускаемую неким внешним воздействием. Следовательно, Подкидыши могут быть опасны. Пытаясь найти компромисс между принципами гуманизма и заботой об интересах человечества, комиссия приняла решение: 
- засекретить происшествие, в том числе и от самих Подкидышей,
- растить и воспитывать их раздельно, приняв все меры к тому, чтобы они никогда не встречались друг с другом.
- Впоследствии всем им дать внеземные профессии, чтобы они как можно меньше времени проводили на Земле.

Разумеется, за всеми Подкидышами был установлен пожизненный контроль.
Дружественная Земле внеземная цивилизация — Тагоры, — как выяснилось на неких переговорах, тоже обнаружила такой же саркофаг с личинками тагорян и немедленно его уничтожила. Поскольку во время разговора один из землян не дал тагорянину четкого ответа на вопрос «А что бы сделали вы?» — Тагора на длительное время разорвала дипломатические связи с Землёй.
Все «дети саркофага» родились 6 октября 2138 года, были записаны посмертными детьми исследователей, отправляющихся в различные долгосрочные экспедиции, и обучались в обычных интернатах. Их развитие тщательно контролировалось, но так и не удалось обнаружить никаких значимых отличий от обычных людей, за единственным исключением: у всех примерно в одном возрасте появилось на сгибе локтя родимое пятно в виде значка, совпадающего со значком на одном из медальонов, коробка с которыми была найдена в саркофаге. Медальоны стали называть «детонаторами» — кто-то из комиссии предположил, что гипотетическая «программа» может активироваться при контакте Подкидыш со «своим» медальоном. Между Подкидышем и соответствующим ему «детонатором» была обнаружена связь, — спустя короткое время после разрушения в ходе эксперимента одного из детонаторов от несчастного случая погибла девочка-«близнец», связанная с ним. Хотя исключать случайное совпадение нельзя, дальнейшие эксперименты с «детонаторами» запретили.
Спустя много лет, когда Подкидыши выросли, была предпринята попытка сообщить им тайну их происхождения. Первым подопытным стал Корней Яшмаа, — будущий прогрессор (описанный в «Парне из преисподней»). Корней принял сведения о своей тайне личности спокойно, но никакой пользы в исследовании феномена Подкидышей это не принесло. Вторая попытка раскрытия тайны закончилась катастрофически, — подопытный принял сообщённое ему внешне спокойно, но через некоторое время погиб при обстоятельствах, не исключающих самоубийство, попутно подтвердив связь Подкидышей с «детонаторами» (после его гибели обнаружилось, что соответствующий «детонатор» исчез). Исследователи не решились продолжать эксперимент, и остальные Подкидыши были оставлены в неведении.
Погибший Тристан под видом штатного врача как раз и наблюдал за поведением подопытного Подкидыша. Его гибель и бегство Абалкина заставили предположить худшее, — в Абалкине активировалась программа, он убил Тристана, предварительно добыв у него информацию о своём «особом статусе» (возможно, с помощью пыток), после чего отправился на Землю, следуя программе. Метания Абалкина по Земле Сикорский объясняет тем, что программа действует подсознательно, так что Лев сам не понимает, что с ним происходит. Хотя опасность Абалкина для человечества и Земли гипотетическая, Сикорский считает себя не вправе игнорировать такую возможность, как бы иллюзорна она ни была.

### Ликвидация Льва Абалкина
Абалкин направляется в музей к Майе Глумовой, где хранятся детонаторы и где Сикорский снова сидит в засаде. Максим перехватывает Льва по дороге и пытается убедить его не идти в музей. Абалкин заявляет, что более не желает следовать непонятным запретам и намерен жить на Земле и заниматься тем, чем хочет.
Попытка Максима физически помешать Льву проваливается, — Лев «вырубает» Максима и приходит в музей. Увидев на столе коробку с «детонаторами», Абалкин протягивает руку за «своим» значком. Сикорский стреляет в Абалкина и убивает его. Из последних сил Абалкин пытается все же дотянуться до своего детонатора…

## История создания
Данная повесть среди произведений Стругацких уникальна тем, что её замысел начался с эпиграфа — «стишка очень маленького мальчика», сочинённого маленьким сыном Бориса Стругацкого в 1975 году:
Стояли звери

Около двери,

В них стреляли,

Они умирали.

 (Стишок очень маленького мальчика)
По воспоминаниям Б. Стругацкого, этот стишок вызвал в воображении «какие-то смутные картинки… какие-то страшные и несчастные чудовища… трагически одинокие и никому не нужные… уродливые, страждущие, ищущие человеческой приязни и помощи, но получающие вместо всего этого пулю от перепуганных, ничего не понимающих людей…», и сразу же возникла мысль написать книгу, в которой эти строки станут эпиграфом. Назвать книгу предполагалось по первой строчке: «Стояли звери около двери».
К концу 1975 года было написано уже несколько эпизодов новой повести. В этом варианте уже присутствовал «саркофаг-инкубатор» с 12 зародышами, а среди действующих лиц были Лев Абалкин — начинающий прогрессор 20 лет, и Максим Каммерер — начальник контрразведки. Затем работа над повестью надолго затормозилась из-за внешних обстоятельств; в 1976 году авторы написали к повести несколько новых эпизодов, но осталась проблема основной сюжетной линии, которая никак не складывалась. Авторы сконструировали сложный детективный сюжет с трагическими событиями на некоем острове, в результате которых погибли все участники, и последующем расследовании этих событий, но так и не собрались его реализовать.
В феврале 1977 была очень быстро написана история о приключениях Максима Каммерера и голована Щекна на планете Надежда, но история получилась «без начала и конца», в результате она тоже была заброшена. И лишь в конце 1978 года сложилась концепция повести в том виде, который был впоследствии представлен читателю: метания Льва Абалкина по Земле и попытки КОМКОНа-2 в лице Каммерера и Сикорски найти его. В данном варианте в качестве эпизода был использован ранее написанный текст исследований на Надежде, лишь Каммерер был заменён в нём на Льва Абалкина. Согласно канонам детективного жанра, предполагающего раскрытие всех озвученных загадок в пределах произведения, в повести подразумевался эпилог, где давались бы ответы на вопросы, которые поставлены в произведении, но авторы решили оставить право отвечать на эти вопросы самому читателю.
Издание книги не обошлось без проблем. «Стишок очень маленького мальчика» редактор Лениздата счёл переделанной маршевой песней Гитлерюгенда, и потребовал от авторов убрать его. Причём официально эта претензия не объявлялась, речь шла лишь о неких «нежелательных аллюзиях», так что прямо возражать авторам было, по сути, нечему. В результате название повести поменялось на «Жук в муравейнике», эпиграф также пришлось снять. «Стишок» остался лишь в тексте, как детское произведение самого Льва Абалкина. По словам Б. Стругацкого, авторы не согласились бы на такое «издевательство над произведением», но повесть должна была выйти в сборнике с произведениями других авторов, так что Стругацкие оказались в незавидном положении людей, из-за упрямства которых задерживается выход коллективного труда; им пришлось согласиться.

## Проблематика романа
По словам Бориса Стругацкого, "реакция Сикорски на происходящее вполне типична для представителя любой спецслужбы, совершенно независимо от того, в каком государстве (тоталитарном или демократическом) происходят события. Повесть «Жук в муравейнике» вообще о том, что если в обществе существует тайная полиция, обязательно будут гибнуть ни в чем не повинные люди, каким бы благополучным ни было это общество и какие бы честные, благородные и гуманные (субъективно) люди ни служили бы в этой тайной полиции".

## Авторская интерпретация
Текст оставляет открытыми множество вопросов, в результате роман даёт широкий простор для возможных толкований. Так, не разрешается главный вопрос: был ли в действительности Лев Абалкин «автоматом Странников» с запущенной программой, то есть прав ли Сикорски в своих опасениях? Авторы совершенно сознательно оставили финал «открытым», предоставив читателю самостоятельно заполнять «пробелы» в повествовании с помощью своей фантазии (это вообще характерно для их позднего творчества). До определённого момента Стругацкие избегали разъяснять смысл сюжетов своих произведений (так, в одном из интервью Аркадий Стругацкий на вопрос «Осуждаете ли Вы поступок Рудольфа Сикорски, убивающего Льва Абалкина?» ответил: «Нет, это ВЫ мне ответьте, осуждаете ли вы поступок Сикорски! Я писал не для себя, а для вас. И не ждите, скажем, некоего издания „Жука в муравейнике“, где бы мы в каком-то комментарии изложили своё отношение. Думайте!»), но впоследствии Борис Стругацкий всё же коснулся в интервью авторской интерпретации истории «Жука в муравейнике».
«Подкидыши» и Абалкин

Абалкин был самым обыкновенным человеком. Никакой «программы» не было. Дотянись он до детонатора, ничего бы особенного не произошло. Абалкин не был автоматом Странников, он оказался жертвой неблагоприятного стечения обстоятельств. И вообще, никакими сверхъестественными способностями «подкидыши» не обладали. Это были обыкновенные кроманьонцы, и загадочна у них лишь связь с «детонаторами». Смысл этой связи — на усмотрение читателей.
Причины поведения Льва

Тристана захватила контрразведка Империи и подвергла его экзекуции под действием «сыворотки правды». Он бредил на русском: «Если Абалкину удастся вырваться на Землю, срочно сообщите по телефону такому-то…». Контрразведчики решили, что это диалект хонтийского и позвали шифровальщика, хонтийца по происхождению. Так Лев услышал «тайное». Он был потрясен, естественно, попытался отбить хотя бы тело Тристана, это ему не удалось, и он бежал на Землю — искать правды. (Так что Сикорски был недалек от истины — он только совсем не понял, кто Тристана пытал.) В Музей Внеземных Культур он пришёл на свидание с любимой женщиной. А детонатор взял в руки потому, что его заинтересовал значок «сандзю», так неожиданно похожий на тот, что у него на сгибе локтя.— OFF-LINE интервью с Борисом СТРУГАЦКИМ. Июнь 2010
Сикорски
Сикорски — это пример человека,

… «большую часть своей жизни занимавшегося разведкой и контрразведкой; давно уже привыкшего (при необходимости) убивать; давным-давно убедившего себя, что есть ценности более высокие, нежели жизнь отдельного человека, тем более, человека „дурного“; взвалившего (совершенно добровольно) на себя чудовищный груз ответственности за ВСЕ ЧЕЛОВЕЧЕСТВО».— OFF-LINE интервью с Борисом Стругацким. Апрель 1999
По мнению Бориса Стругацкого, у Сикорски, в рамках ситуации, в которой он оказался, с учётом его опыта и меры ответственности, фактически, не было другого варианта действий. Хотя объективных причин убивать Льва не было, Сикорски не мог знать этого наверняка, а в его представлении допущение даже гипотетической опасности для человечества было хуже убийства.
Щекн

Щекн почуял вовсе не «нечеловечность» Абалкина, а, скорее, то обстоятельство, что Абалкин поссорился с человечеством. И почуяв это (и будучи настоящим голованом), моментально принял сторону человечества. Голованы всегда принимают сторону «стаи» (общества) — это норма их морали.— OFF-LINE интервью с Борисом Стругацким, июнь 2005
Возможность другого исхода событий

Экселенц был обречен. Как и Абалкин, впрочем. И безболезненного выхода из созданной ситуации нет. Увы. Конечно, если бы Тристан не попал бы, случайно отравленный стрелами пограничных дикарей, в лапы контрразведки имперцев и Абалкин не стал бы случайным свидетелем его предсмертного бреда, все могло бы обойтись вполне благополучно. Но ведь все тайное когда-нибудь становится явным, и Абалкин с большой вероятностью мог узнать о существовании своей «тайны личности» — не в этой ситуации, так в другой. И шестерёнки все равно бы закрутились, и история пошла бы разматываться по единственно возможному и естественному пути. «Кувшин об камень, или камень о кувшин — горе кувшину».— OFF-LINE интервью с Борисом Стругацким, апрель 2008
Оценки и выводы

Авторы не представляют себе мира без секретной службы вообще. Такой мир — утопия, и не надо себя обманывать сказками. Пока люди способны совершать ошибки или «экстравагантные» поступки вообще, до тех пор возможны (и неизбежно возникают) угрозы общественной безопасности. Отсюда — неизбежность службы безопасности, со всеми её онёрами, к сожалению. Реакция Сикорски на происходящее вполне типична для представителя любой спецслужбы, совершенно независимо от того, в каком государстве (тоталитарном или демократическом) происходят события. Повесть «Жук в муравейнике» вообще о том, что если в обществе существует тайная полиция, обязательно будут гибнуть ни в чем не повинные люди, каким бы благополучным ни было это общество и какие бы честные, благородные и гуманные (субъективно) люди ни служили бы в этой тайной полиции.— OFF-LINE интервью с Борисом Стругацким, август 2006

## Факты
- В романе упоминается БВИ (Большой Всепланетный Информаторий) — этакий вариант современного интернета, который впервые упоминается в цикле Полдень, XXII век. Но работает этот «Интернет», мягко говоря, небыстро: на получение справки по несложному запросу Каммерер тратит более двух часов[8]. При этом пользователь, как можно интерпретировать, получает на свой запрос один однозначный ответ, которому доверяет как (и в соответствующей степени) некоему официальному источнику: вероятно, БВИ — некая централизованная система.
- Знак на руке Абалкина и на соответствующем «детонаторе» описан как стилизованная буква «Ж» или японский иероглиф «сандзю» (тридцать). Вероятно, имеется в виду редкий иероглиф 卅[9], относящийся к категории хёгайдзи. Обычно слово «сандзю» (тридцать) в японском записывается как 三十, где 三 [сан] — три, 十 [дзю] —десять.
- Авторы действительно сами придумали упомянутое в тексте «бешенство генных структур на Надежде» — генетическое заболевание, приводящее к неестественно быстрому старению человеческого организма. И лишь после выхода книги они узнали, что эффект преждевременной старости — прогерия, — давно известен в медицине, будучи описан ещё в начале XX века под названием «синдром Вернера».
- Наставник Абалкина по школе Прогрессоров Эрнст Юлий Горн погиб при восхождении на Венере на пик Строгова. Между тем все объекты на Венере называются женскими именами (но, возможно, в XXII веке эта традиция была нарушена).

## Дополнения, написанные другими авторами
- «Лишь разумные свободны» — опубликована в книге «Время учеников — 2» в 1998 году, автор Песах (Павел) Амнуэль
- «Чёрная Пешка» — повесть омского педагога Александра Николаевича Лукьянова, предыстория событий романа «Жук в муравейнике», в которой описывается деятельность земных прогрессоров, включая Абалкина, по внедрению в Островную империю.
- «Синдром Сикорски» — интерактивная книга-игра, сюжет игры близок к событиям оригинального произведения, однако в ключевые моменты игрок может изменить ход истории и прийти к одной из 15 альтернативных концовок[10].
- «Весь этот джакч» — цикл из трёх книг, написанных в соавторстве Михаилом Успенским и Андреем Лазарчуком. Действие происходит в «Мире Полудня»

## Адаптации
В 2025 году началась работа над экранизацией повести — сериалом «Полдень».